# Lebensreform

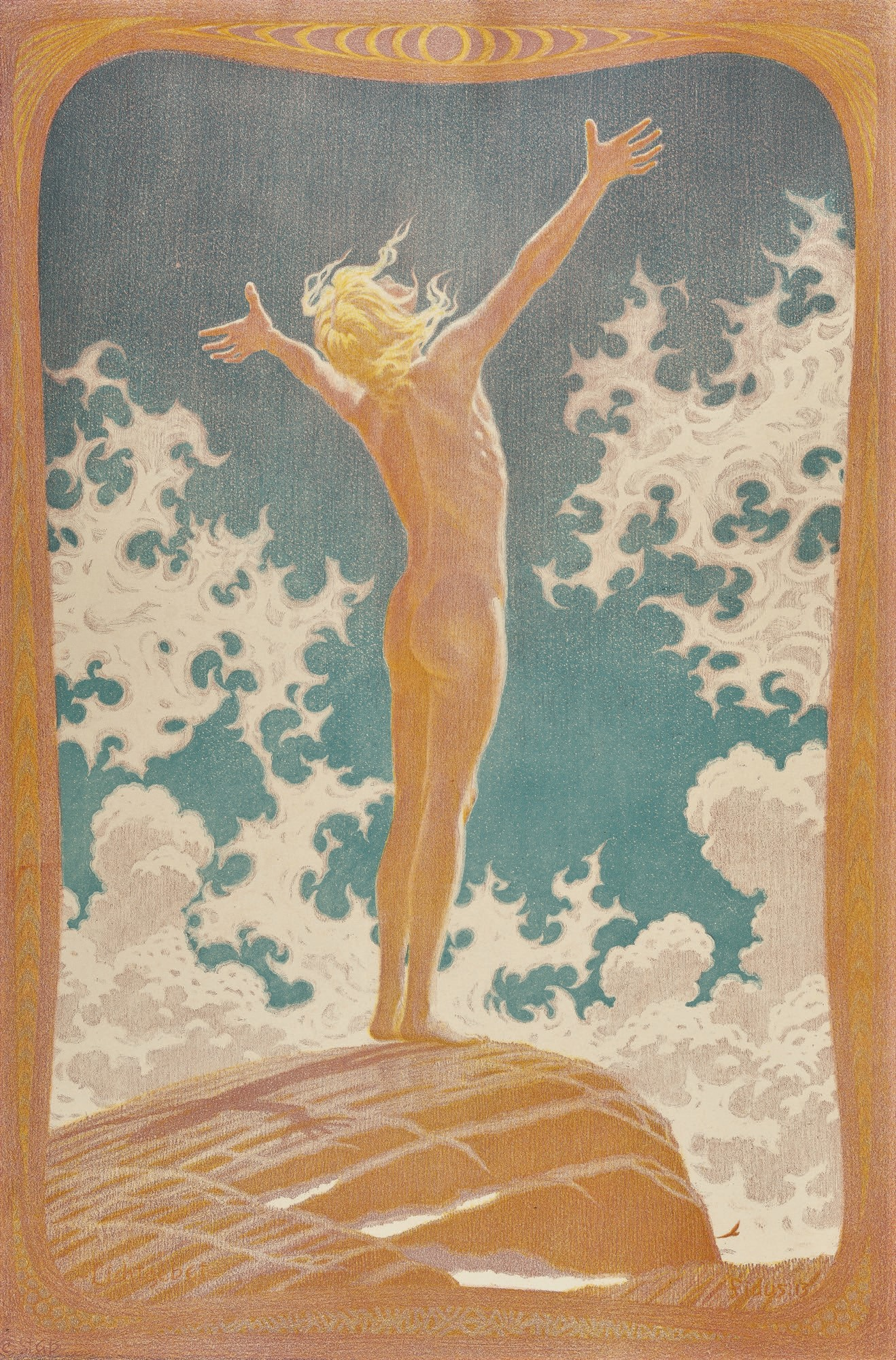
Fidus, Lichtgebet, 1922, obraz často označovaný za ikonu hnutí

Lebensreform „reforma života“ bylo sociální hnutí v Německu a Švýcarsku na konci 19. a počátku 20. století, které propagovalo návrat k přírodě, zdravou, vitariánskou a bio stravu a také vegetariánství, nudismus, sexuální osvobození, alternativní medicínu, náboženskou reformu a odmítalo alkohol, tabák, drogy a očkování.
K významným postavám Lebensreform patřili Sebastian Kneipp, Louis Kuhne, Rudolf Steiner, Karl Wilhelm Diefenbach, Fidus, Gustav Gräser a Adolf Just. Někteří ze zastánců hnutí, jako Bill Pester, Benedict Lust a Arnold Ehret, emigrovali do Kalifornie a přímo tak ovlivnili pozdější hnutí hippie. Jeden z druhých jmenovaných, eden ahbez, napsal píseň Nature Boy, nahranou v roce 1947 Natem Kingem Colem, a popularizoval tak návrat k přírodě mezi běžnými Američany.
Jedním z významných odkazů Lebensreform v Německu je Reformhaus, druh obchodu který nabízí bio-potraviny a naturopatickou medicínu.